# Sabicea sthenula
Sabicea sthenula är en måreväxtart som först beskrevs av Nicolas Hallé, och fick sitt nu gällande namn av Razafim., B.Bremer, Liede och Saleh A.Khan. Sabicea sthenula ingår i släktet Sabicea och familjen måreväxter.
Artens utbredningsområde är Gabon. Inga underarter finns listade i Catalogue of Life.